# Billy Arjan Singh
Tenente Kunwar "Billy" Arjan Singh (15 de agosto de 1917 - 1 de janeiro de 2010) foi um caçador indiano que se converteu em um ávido ambientalista e escritor.